# Kasteel van Opleeuw
Het Kasteel van Opleeuw is een kasteel te Gors-Opleeuw, gelegen aan Mettekovenstraat 2-4 en 3-5 aldaar. Het was de zetel van de Heren van Opleeuw.

## Geschiedenis
De oudst bekende Heer was Jan van Opleeuw (2e helft 13e eeuw). De familie Van Opleeuw bleef in bezit van de heerlijkheid tot 1469, waarna ze kwam aan de familie Van Mettekoven, welke tot eind 18e eeuw de eigenaar bleef. Begin 19e eeuw kwam het kasteel, door huwelijk, in bezit van Baron de Woelmont, in 1905 werd het verkocht aan de familie De Grady, en in 1908 verkocht deze het door aan M. Cassalette, een Duits officier. Na de Eerste Wereldoorlog werd het goed daarom door de Staat in beslag genomen en verkocht aan het consortium Bernheim & Cie. Zo kwam het nog in handen van diverse eigenaars. In 1971 kwam het aan de huidige eigenaar.
De oudst bekende afbeelding toont een U-vormig, 17e-eeuws kasteel in Maaslandse renaissancestijl met tegenover de open zijde van de binnenplaats een neerhof, via een ophaalbrug met het kasteel verbonden. Dit kasteel werd in 1694 nog geplunderd door Franse troepen.
Omstreeks 1744 werd dit kasteel ingrijpend verbouwd. Het bestond sindsdien uit een centrale vleugel met twee korte zijvleugels. Ook het neerhof werd verbouwd: Er werd aan de kasteelzijde een vleugel toegevoegd en de bestaande vleugels werden herbouwd in classicistische trant. De oorspronkelijk aanwezige Franse tuin verdween. Begin 19e eeuw, vermoedelijk niet lang nadat Baron de Woelmont het in zijn bezit kreeg, werd de oostelijke vleugel van het kasteel afgebroken en ontstond een T-vormig complex. In het tweede kwart van de 19e eeuw verdween ook de omgrachting. Een tuin in Engelse landschapsstijl werd aangelegd. Aan de dienstgebouwen werden twee halfronde vleugels in neoclassicistische stijl toegevoegd. In 1874 ten slotte werd het classicistische kasteel afgebroken en vervangen door het huidige, neobarokke, gebouw. De oppervlakte van het park werd sterk verkleind.

## Huidige situatie
Allereerst is er het eigenlijke kasteel, een herenhuis onder mansardedak, waar nog elementen van het gebouw uit 1744 in te vinden zijn. Dan zijn er de twee parallelle dienstgebouwen, restanten van het vroegere neerhof, die uit de 2e helft van de 18e eeuw stammen. In het tweede kwart van de 19e eeuw werd nog een koetshuis aangebouwd.

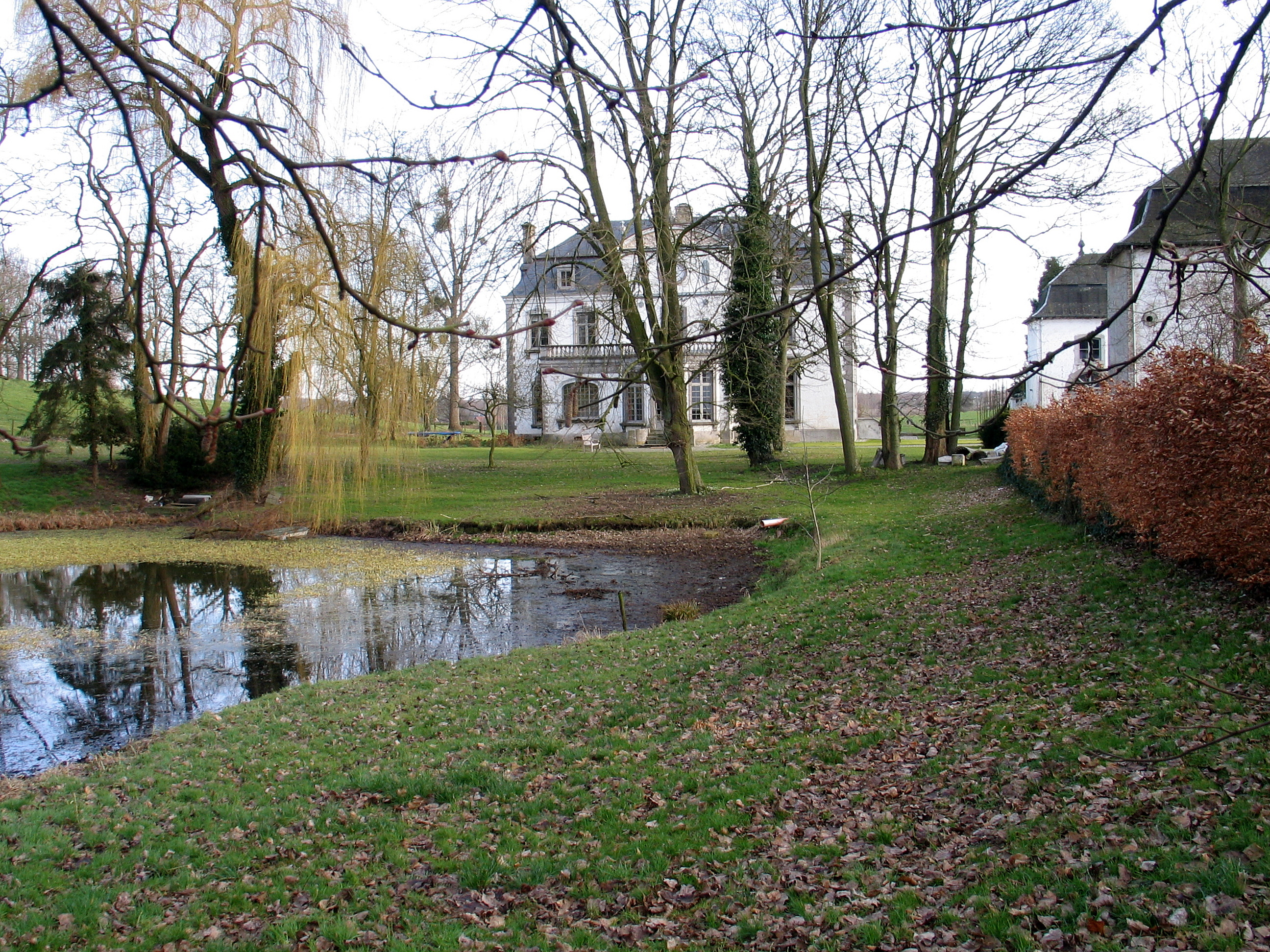
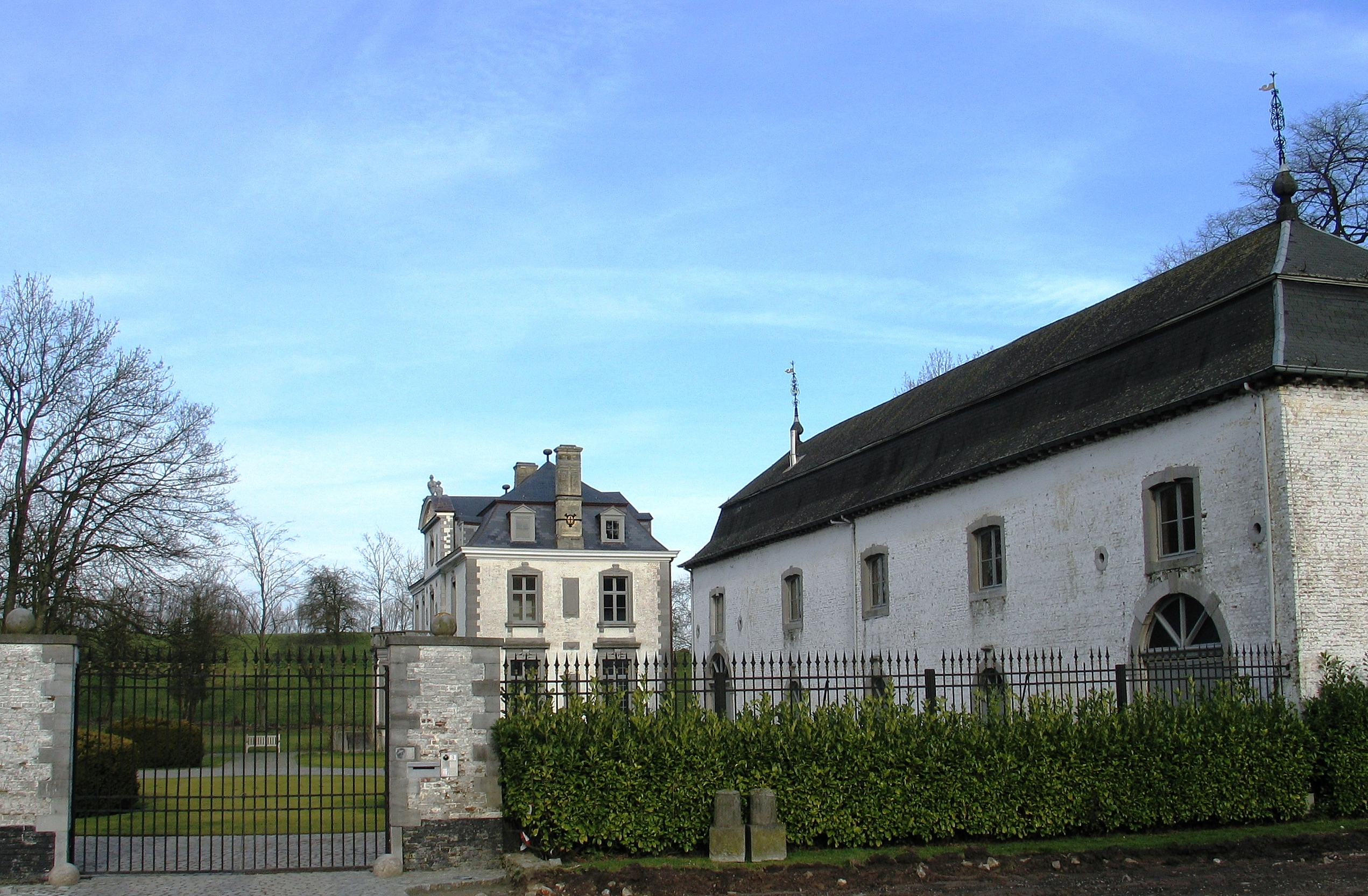
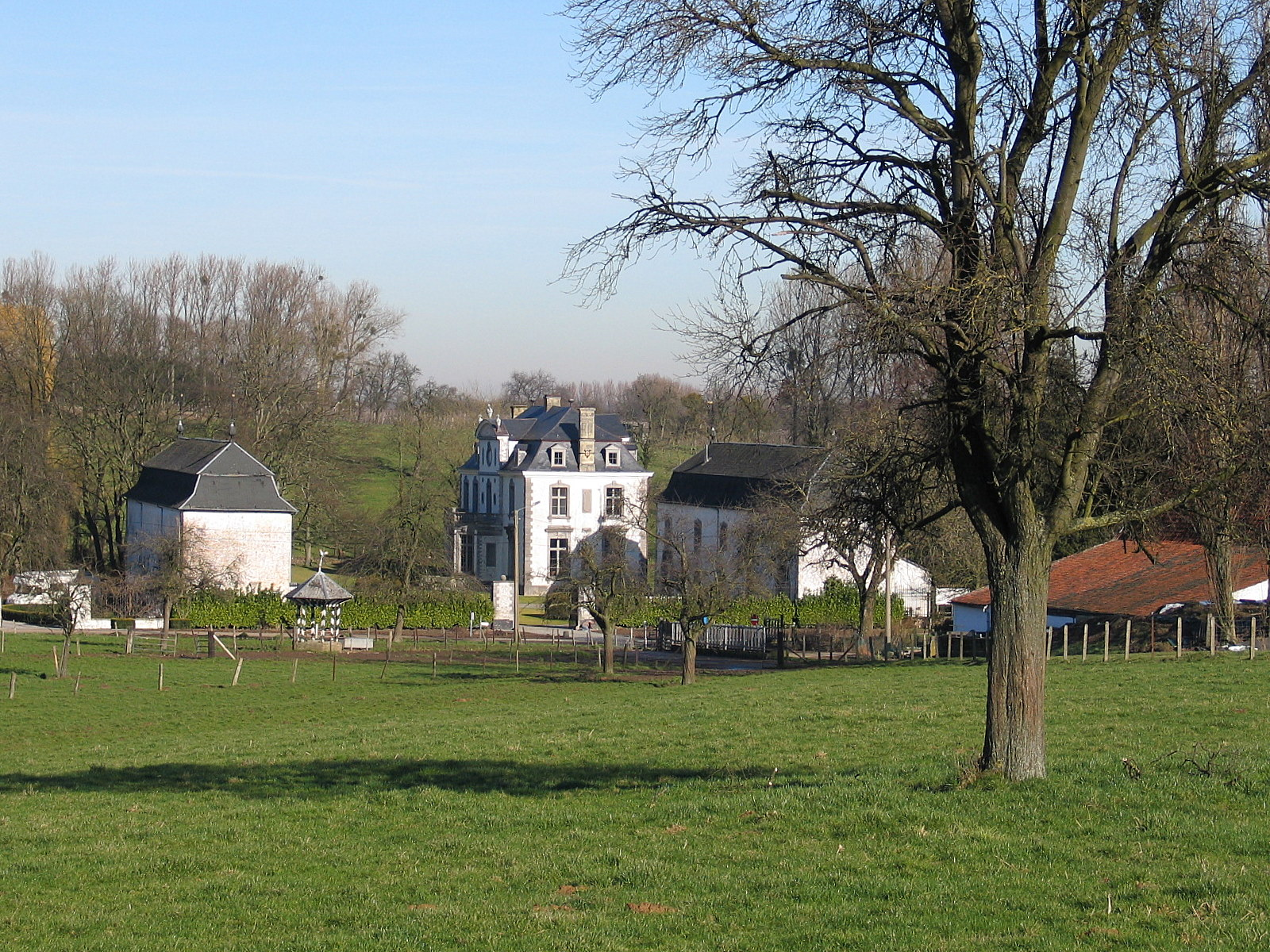